# Selinum elegans
Selinum elegans är en flockblommig växtart som beskrevs av Giovanni Battista Balbis. Selinum elegans ingår i släktet krusfrön, och familjen flockblommiga växter. Inga underarter finns listade i Catalogue of Life.